# Chloroclydon graphica
Chloroclydon graphica är en fjärilsart som beskrevs av Bartlett-calvert 1890. Chloroclydon graphica ingår i släktet Chloroclydon och familjen mätare. Inga underarter finns listade i Catalogue of Life.